# انجي بروكس
أنجي إليزابيث بروكس (بالإنجليزية: Angie Brooks)‏  (24 أغسطس 1928 - سبتمبر 9 ، 2007) كانت دبلوماسيه وقاضيه من ليبيريا. وهي المرأة الأفريقية الوحيدة رئيسة للجمعية العامة للأمم المتحدة. وكانت أيضا ثاني امرأة من أي دولة تترأس منظمة الأمم المتحدة.

## الحياة المهنية
في عام 1954 أصبحت أنجي المندوبة الدائمة لليبيريا لدى الأمم المتحدة، حيث شمل الكثير من أعمالها تحويل الدول الاستعمارية السابقة إلى دول مستقلة. في عام 1969، تم اختيارها كرئيسة للجمعية العامة وتولت منصبها في عام 1970.
كما شغلت منصب مساعد وزير الخارجية في ليبيريا. انتهت فترة ولايتها كممثل دائم في عام 1977 ، عندما تم تعيينها قاضية مشاركة في المحكمة العليا لليبريا. تم ترشيحها من قبل الرئيس تولبرت في 4 مايو وتولت المنصب بعد يومين ، وكانت أول امرأة تخدم في المحكمة العليا في ليبيريا.

## روابط خارجية
- انجي بروكس على موقع مونزينجر (الألمانية)